# Langdarma
Langdarma (tibétain : གླང་དར་མ།, Wylie : gLang dar ma, THL : langdarma, chinois simplifié : 朗达玛 ; pinyin : lǎngdámǎ) ou tibétain : དར་མ་འུ་དུམ་བཙན་, Wylie : dar ma u'i dum btsan, THL : darma udumtsen ou u'i dum btsan po ou Khri 'U'i dum brtsan), dernier tsenpo (titre d'empereur dans Empire du Tibet), régna de 838 à 842. La tradition veut qu'il ait mené une politique anti-bouddhique et favorisé l'ancienne religion autochtone, le Bön. 

## Biographie

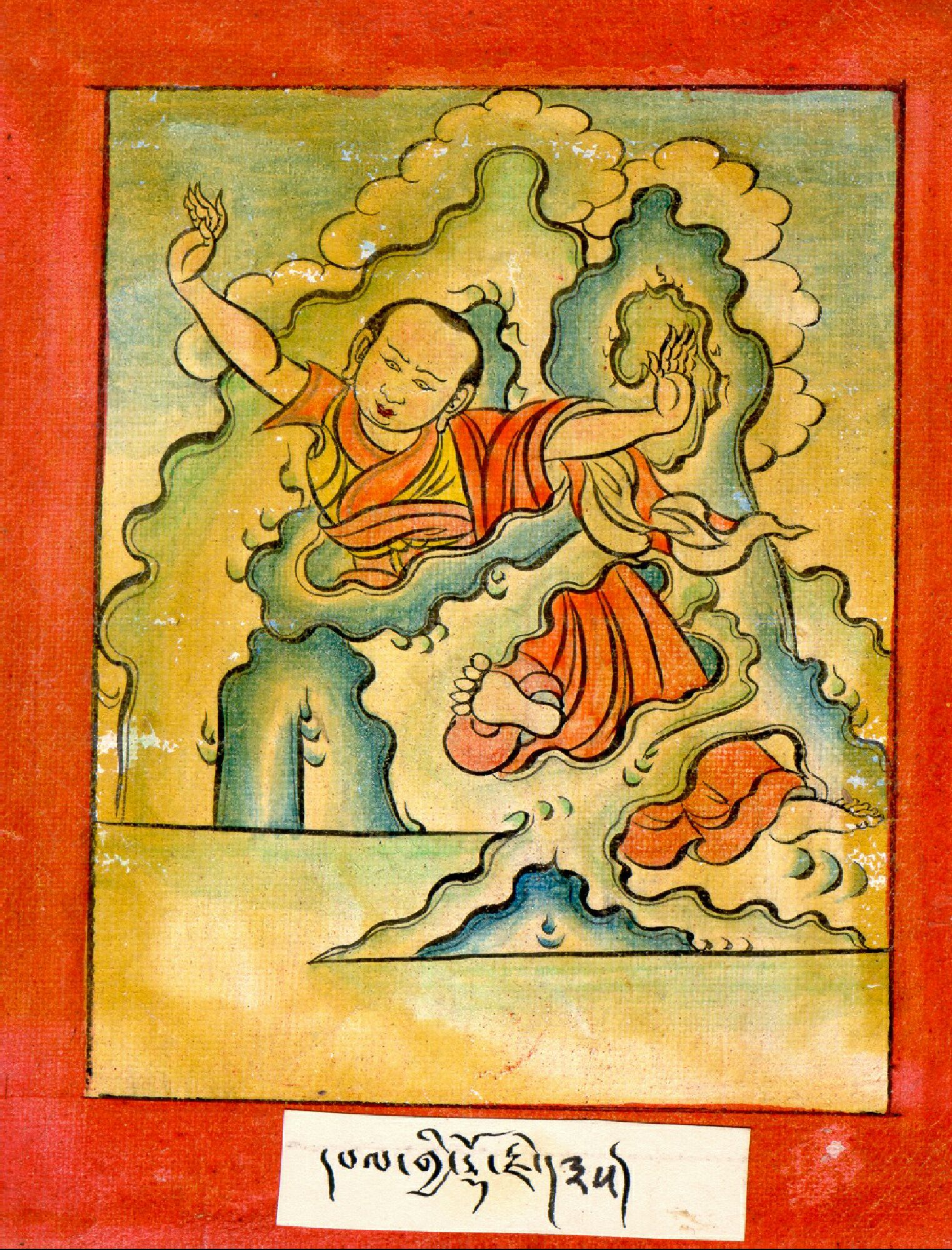
Lhalung Pelgyi Dorje

En 838, il tue son frère le roi bouddhiste Tri Ralpachen pour accéder au trône et par opposition religieuse. Il persécute alors les moines, démantèle les institutions avant d'être à son tour assassiné par Lhalung Pelgyi Dorje ( Wylie : dPal gyi rdo rje), un moine du bouddhisme tibétain, fondateur du monastère de Lhalung, dans le Lhodrag,,, qui aurait caché un arc sous ses vêtements lors d'un spectacle de danse.
Son règne fut caractérisé non seulement par des troubles internes, mais aussi par des troubles externes, notamment au nord du royaume. La mort de Langdarma en 842 marquera la fin de l'empire tibétain en Asie centrale et le début de l'ère de la fragmentation. 
En effet, Langdarma a eu deux fils, Yumten, de sa première femme, et Ösung de sa seconde épouse. Ils ont tous deux revendiqué le pouvoir, menant à un morcellement du territoire conquis par les précédents rois du Tibet. Yumten régnera sur le royaume central de U-Tsang (Région de Lhassa, 拉萨地区), et Ösung sur les territoires de l'ouest (Région de Shannan, 山南地区) ,.